# 1408 (film)
 For alternative betydninger, se 1408 (flertydig). (Se også artikler, som begynder med 1408)
1408 er en amerikansk psykologisk gyser fra 2007, instrueret af svenske instruktør Mikael Håfström. Den er baseret på en novelle af Stephen King med samme navn. Hovedpersonerne spilles af John Cusack og Samuel L. Jackson.

## Handling
Mike Enslin er en berømt amerikansk forfatter, der skriver om sine oplevelser, når han besøger hjemsøgte huse, især hoteller. En dag får Mike, et postkort med et billede af "Hotel Dolphin", med teksten "Gå ikke ind på værelse 1408" skrevet på bagsiden, fra en anonym afsender. Mike kontakter hotellet og forsøger at bestille værelse 1408, men får afslag. Efter juridisk pres lykkes det Mike, mod hotellets ejer vilje, at få værelse 1408. Hotelejeren Olin forklarer Mike, at der har været hele 56 dødsfald i rum 1408, og at ingen har formået at holde sig i live i mere end en time. Mike stoppes ikke af dette, men tjekker ind og går ind i rummet.
Alt ser roligt, da han kommer ind i rummet, men snart begynder mystiske ting at ske. Det begynder med et maleri, der hænger skævt og iturevet toiletpapir. Så begynder virkelige skræmmende ting at ske. Uret i radioen begynder at tælle ned fra 60 minutter, og han husker, hvad Olin sagde: "Ingen har overlevet i mere end en time." Han indser hurtigt, at han er fuldstændig fanget i rum 1408 og ingen kan hjælpe ham ud. Han prøver først at komme ud gennem døren, men håndtaget falder fra, og nøglen bliver, trukket ind i døren, derefter han at komme ud gennem luftkanalen bare for at møde O'mallys (den første person, der døde i rummet) lig, og derefter prøver han vinduet, for at komme ind i næste værelse. Så opdager han, at hele facaden er uden vinduer, kun værelse 1408 har vinduer. Han ser ud gennem kighullet i døren, og alt hvad han ser, er en solid mur. Til sidst ser han hallucinationer af blandt andet sin afdøde datter og hans far. Alt dette bliver optaget på hans egen båndoptager.

## Medvirkende
- John Cusack som Mike Enslin
- Samuel L. Jackson som Gerald Olin
- Mary McCormack som Lily Enslin
- Tony Shalhoub som Sam Farrell
- Len Cariou som Mike's far
- Jasmine Jessica Anthony som Katie Enslin
- Isiah Whitlock, Jr. som Ingeniøren
- Kim Thomson som Hotel Desk Clerk
- Benny Urquidez som Claw Hammer Maniac
- Andrew Lee Potts som Jackson
- Jules de Jongh som kvinde reception stemme i telefonen (ukrediteret)

## Eksterne Henvisninger
- 1408 på Internet Movie Database (engelsk)
- 1408 på Filmdatabasen
- 1408 på Scope
- 1408 i Svensk Filmdatabas (svensk)
- 1408 på AlloCiné (fransk)
- 1408 på MovieMeter (nederlandsk)
- 1408 på AllMovie (engelsk)
- 1408 hos American Film Institute (engelsk)
- 1408 på Turner Classic Movies (engelsk)
- 1408 på The Movie Database (engelsk)

| Gyserfilm | Spire Denne gyserfilm-artikel er en spire som bør udbygges. Du er velkommen til at hjælpe Wikipedia ved at udvide den. |